# Gyorskocsi utcai büntetés-végrehajtási intézet
A Fővárosi Büntetés-végrehajtási Intézet II. számú objektuma, vagy Gyorskocsi utcai büntetés-végrehajtási intézet, eredeti nevén Pestvidéki Törvénykezési palota és Fő utcai fogház egy börtön Budapest II. kerületében.

## Története
Az Igazságügyi Minisztérium és a Magyar Államkincstár 1908-ban vette meg, és sajátította ki a területen akkoriban álló kisebb épületeket. 1909-ben írtak ki pályázatot a Pestvidéki Törvénykezési palota és az új börtön (Fő utcai fogház) építésre. A pályázatot Aigner Sándor nyerte meg, ő azonban hamarosan meghalt, és az építkezést végül 1913-ban Jablonszky Ferenc és Hübner Jenő tervei szerint kezdték el. Az építkezés az I. világháború idejére esett, és magyar hadifogságba esett olasz katonák is részt vettek benne. Az épület 9 év alatt készült el: 1922-ben tudták befejezni. A belsőépítészeti munkálatok időszaka egybeesett a külső építkezéssel. (Belső kialakítását a Dercsényi Balázs-féle Bírósági épületek Magyarországon című könyvben közölt fényképeken lehet megtekinteni.) Az épület stílusa az art déco-hoz áll legközelebb.
Az épület napjainkban is börtön működik a Fővárosi Büntetés-végrehajtási Intézet keretében. Az épület szintjein osztozik még az BRFK Fogdája, és a Bűnügyi Főosztály egy része, a Budapesti Katonai Bíróság, és a Budapesti Katonai Ügyészség is.

## Képtár

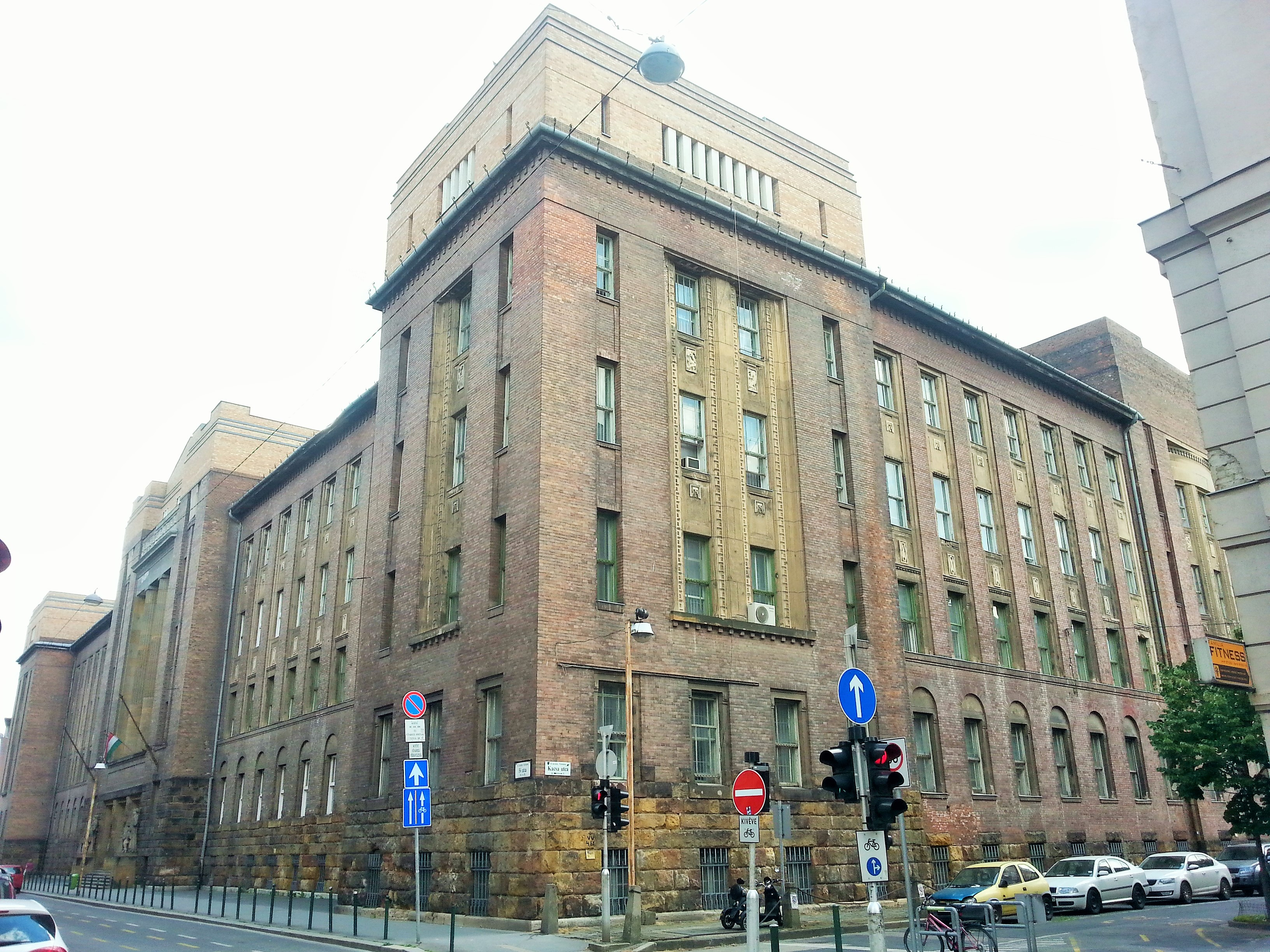
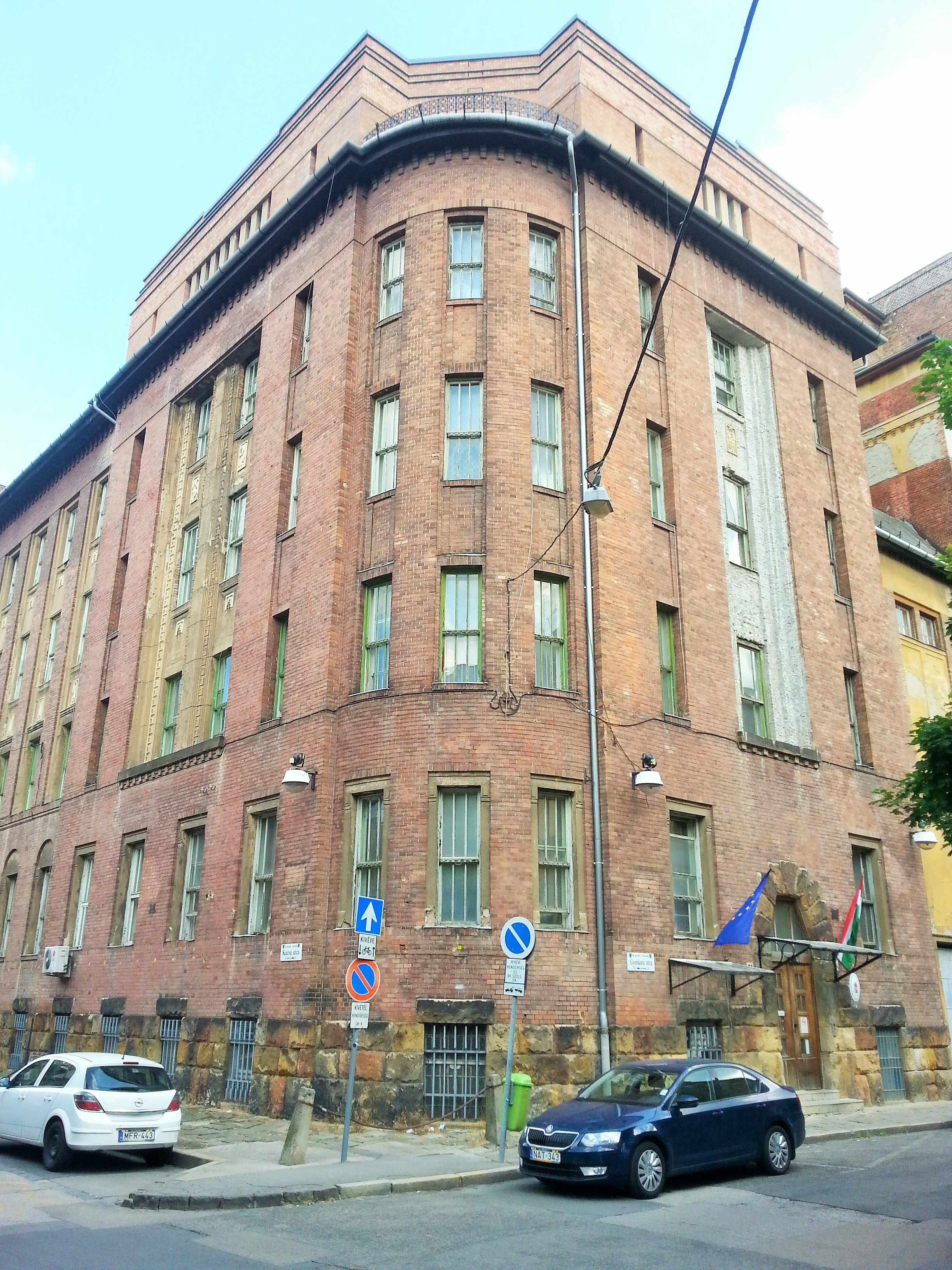
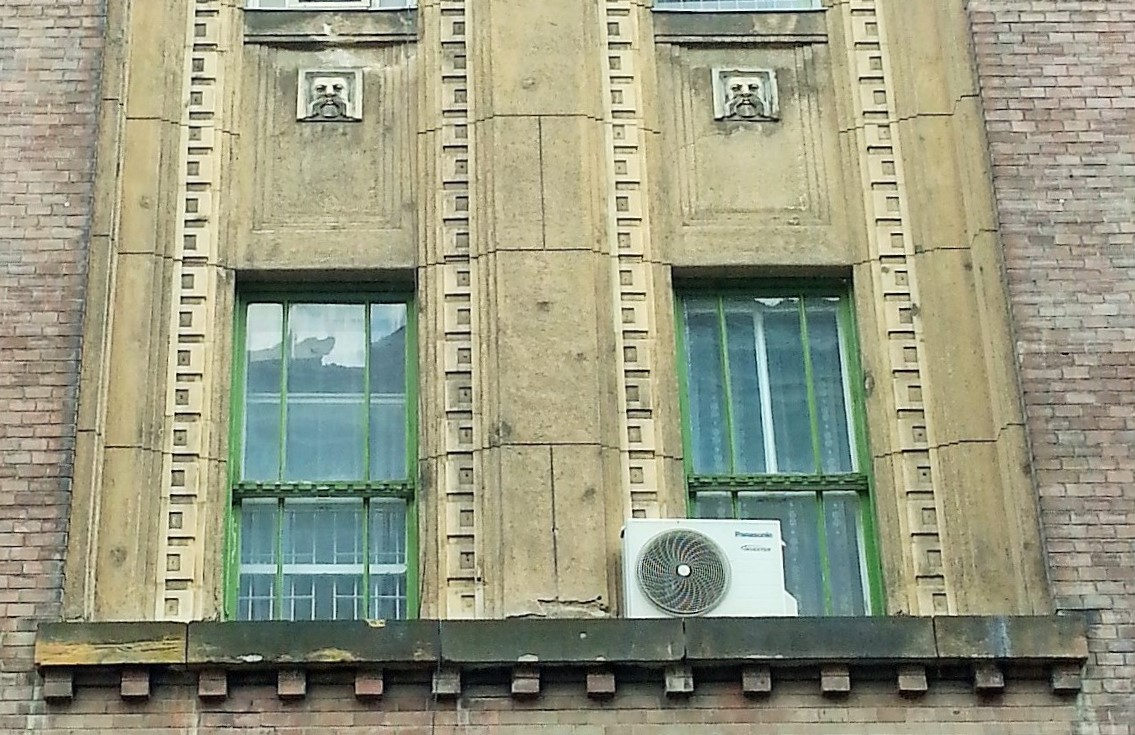
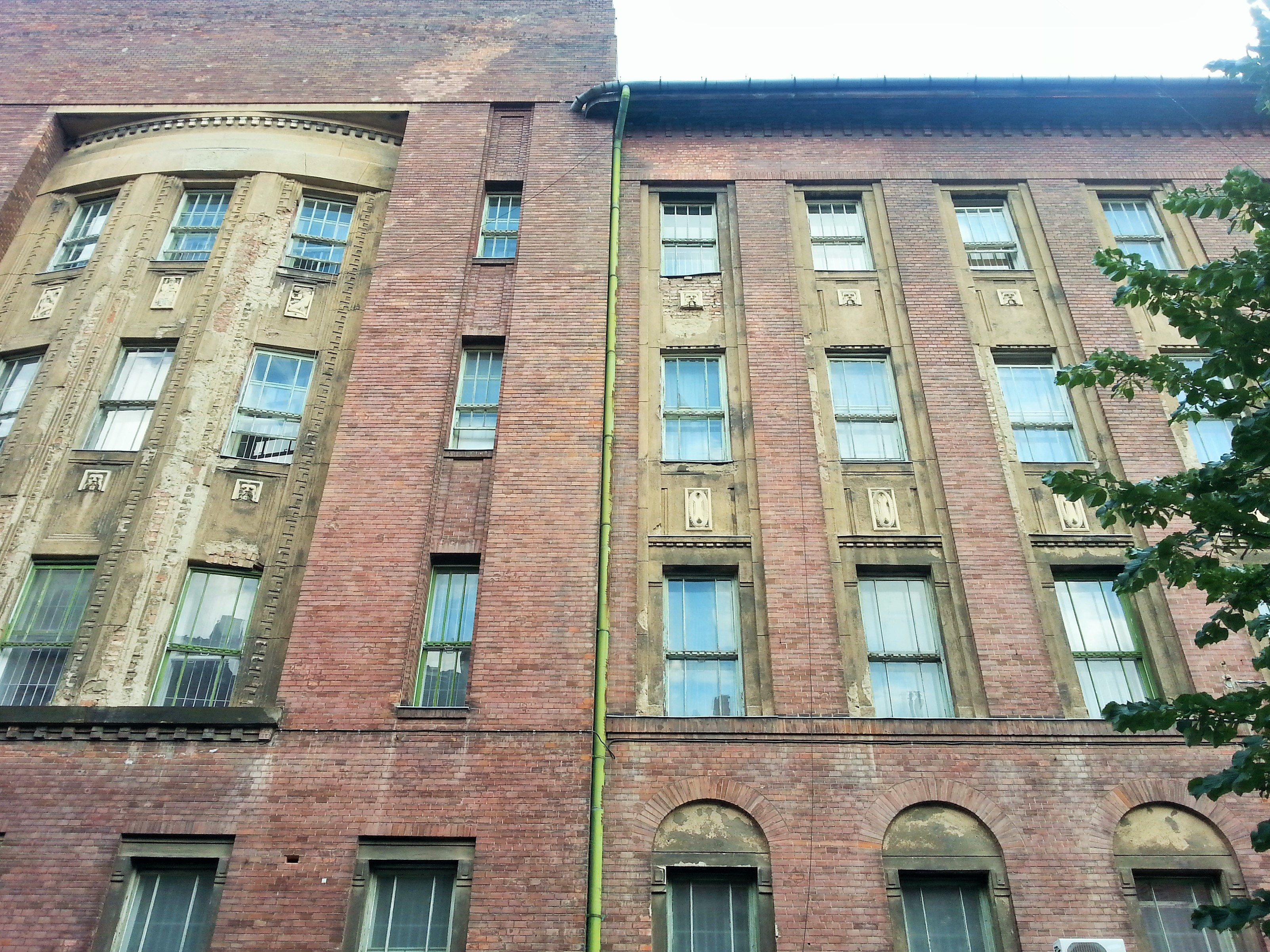